# Cártel Phoebus

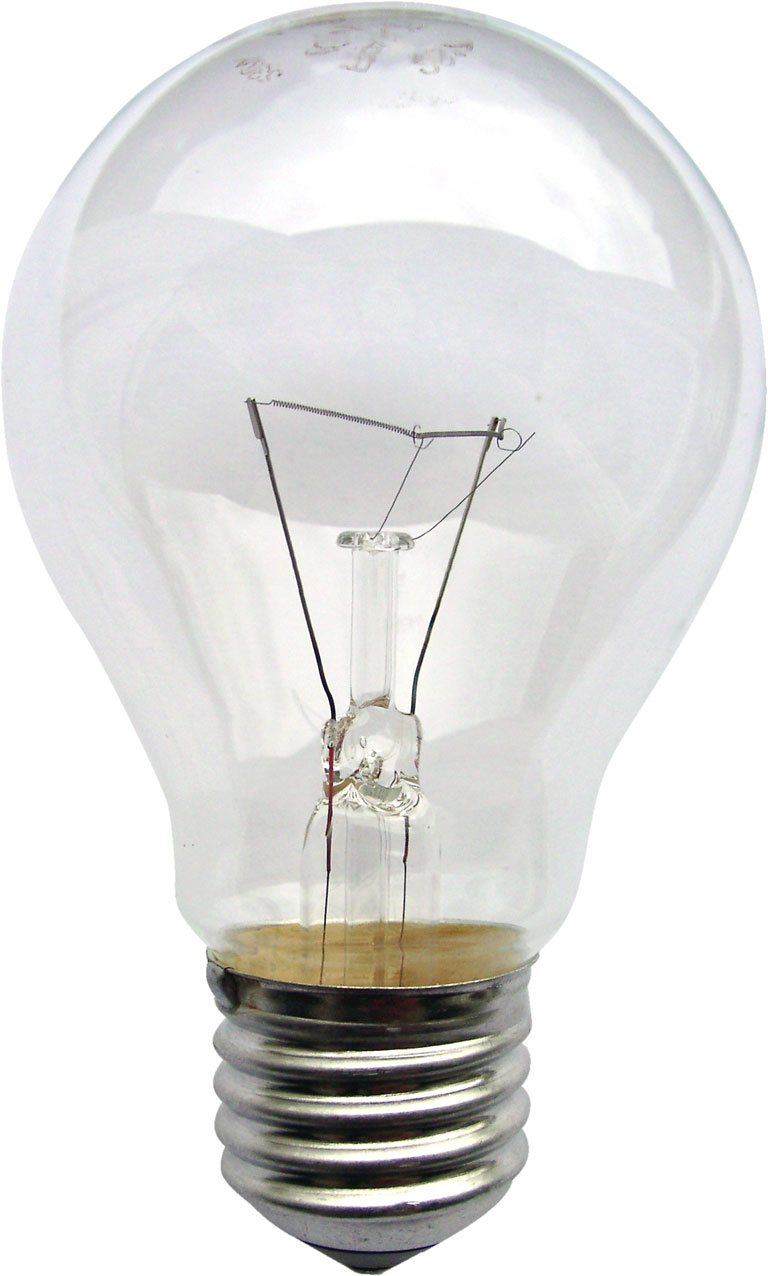
Bombilla incandescente.

El cartel Phoebus fue un cartel de, entre otros, Osram, Philips y General Electric firmado el 23 de diciembre de 1924, y que se mantuvo hasta 1939, que existió para controlar la fabricación y ventas de bombillas.
El cartel redujo la competencia en la industria de las bombillas incandescentes durante unos 15 años, y ha sido acusado de haber impedido avances en la tecnología que podrían haber llevado a la producción de bombillas de una duración mayor. De todas formas, el cartel Phoebus también ha sido presentado en una forma ficticia como un recurso menor del argumento en la novela de Thomas Pynchon El arco iris de gravedad, lo que ha llevado a cierta confusión entre la realidad y la ficción.
Phoebus era oficialmente una empresa de procedencia suiza llamada "Phoebus S.A. Compagnie Industrielle pour le Developpement de l’Eclairage".

## Miembros
Osram, Philips, Tungsram, Associated Electrical Industries, Compagnie des Lampes, International General Electric, Lámparas "Z", España y el GE Overseas Group eran miembros del cartel Phoebus. Todas estas empresas eran propietarias de un paquete de acciones en la empresa suiza proporcional a las ventas de sus productos. 
En 1921 se fundó una organización precursora a manos de Osram, la "Internationale Glühlampen Preisvereinigung".
Cuando Philips y otros fabricantes se introducían en el mercado americano, General Electric reaccionó estableciendo la "International General Electric Company" en la ciudad francesa de París.
Ambas organizaciones se involucraron en el intercambio de patentes y en ajustar la penetración de los mercados. La creciente competencia internacional llevó a negociaciones entre todos los mayores fabricantes para controlar y restringir sus respectivas actividades para no interferir en las esferas de influencia de los demás.

## Propósito
El cartel sirvió para la estandarización del procedimiento de venta, duración de las lámparas (debían durar 1000 horas de media), y marcaba unos mínimos de calidad.
El cartel Phoebus dividió los mercados mundiales de bombillas en tres categorías: 
1. territorios nacionales, el país de origen de cada uno de los fabricantes.
2. Territorios británicos de ultramar, bajo control de Associated Electrical Industries, Osram, Philips, y Tungsram.
3. territorio común, el resto del mundo.

## Ruptura
A finales de los años 1920 una unión de compañías de origen sueco, noruego y danés, llamada la North European Luma Co-op Society (Sociedad Cooperativa Noreuropea Luma), empezó a planificar un centro de fabricación independiente. Las amenazas económicas y legales de Phoebus no consiguieron el efecto deseado, y en 1931 los escandinavos fabricaban y vendían bombillas a un precio bastante más bajo que Phoebus.
El acuerdo original de Phoebus se creó para durar hasta 1955, de todas formas, los comienzos de la Segunda Guerra Mundial hizo fallar enormemente la operación del cartel. Los remanentes del cartel Phoebus fueron revividos en 1948.

## Lectura adicional
- Antitrust and the formation of the postwar world By Wyatt C. Wells, preview at Google Books

- Sasaki, D. and Strausz, R.. (2008). Collusion and Durability. Governance and Efficiency of Economic Systems

- Datos: Q1800014